# Otto Karl Berg
Otto Karl Berg, född den 18 augusti 1815 i Stettin, död den 21 november 1866 i Berlin var en tysk apotekare och botaniker.
Han började vid den botaniska och farmakologiska fakulteten vid Berlins universitet 1849 och medverkade till att göra farmakologin till en oberoende disciplin. Berg var även specialiserad på den sydamerikanska floran.
Auktorsnamnet O.Berg kan användas för Otto Karl Berg i samband med ett vetenskapligt namn inom botaniken; se Wikipediaartiklar som länkar till auktorsnamnet.